# Drosophila melanosoma
Drosophila melanosoma är en tvåvingeart som beskrevs av Grimshaw 1901. Drosophila melanosoma ingår i släktet Drosophila och familjen daggflugor.
Artens utbredningsområde är Hawaii.